# Galerie Marzee
Galerie Marzee is een galerie voor hedendaagse sieraden in Nijmegen.

## Geschiedenis
De galerie werd opgericht in 1978 door Marie-José van den Hout en was eerst gevestigd in een pand aan de Lange Hezelstraat. De galerie huist sinds 1995 in een voormalig graanpakhuis aan de Lage Markt aan de Waalkade, na een verbouwing door het architectenbureau DiederenDirrix. Met deze nieuwe behuizing behoort de verschillende verdiepingen tellende galerie met een oppervlakte van circa 850 vierkante meter tot de grootste in zijn soort ter wereld.
In juni 2004 vond in de galerie een evenement plaats waarin niet de vitrine, maar de bezoekers als dragers van de objecten centraal stonden. Dit initiatief kwam tot stand door de studenten van Otto Künzli; en vroeg zo aandacht voor de status aparte die het sieraad heeft in de wereld van de toegepaste kunst. De meeste sieraden immers zijn gemaakt om te worden gedragen en zijn niet bedoeld voor een vitrine; de plaats die het meestal krijgt in een museum of galerie.
In 2010 startte de galerie het project Marzee for starters, waarbij sieraden in oplage voor een lage prijs worden aangeboden om zo nieuwe mensen te interesseren voor het verzamelen van hedendaagse sieraden.

## Collectie
Op de bovenverdieping is de eigen collectie van de galerie te zien met werk van kunstenaars die in de loop van de tijd in de galerie hebben geëxposeerd. Deze verzameling bevat werk van onder meer Gijs Bakker, Onno Boekhoudt, Laura Deakin, Maria Hees, Jiro Kamata, Emmy van Leersum, Nel Linssen, Francesco Pavan, Ruudt Peters, Annelies Planteydt, Katja Prins en Philip Sajet.
De galerie vertegenwoordigt voorts kunstenaars als Giampaolo Babetto, Peggy Bannenberg, Iris Bodemer, Ineke Heerkens, Vera Siemund, Andrea Wagner en vele anderen.

## Tentoonstellingen elders
In samenwerking met verschillende Nederlandse musea organiseert de galerie vanaf 1997 tentoonstellingen met eigen publicaties buiten de muren van de galerie. Het langdurig project Sieraden, de keuze van... portretteert mensen uit een bepaalde stad met een sieraad uit de collectie van de galerie. De tentoonstellingen waren buiten de galerie onder meer te zien in het Museum voor Moderne Kunst Arnhem, het Stedelijk Museum Roermond, het Stedelijk Museum Schiedam, en het Stedelijk Museum Zwolle.
De galerie neemt jaarlijks deel aan verschillende internationale kunstbeurzen zoals de KunstRAI in Amsterdam, Frame in München en Collect in Londen. De galerie publiceert een eigen magazine, (jubileum)uitgaven en catalogi bij tentoonstellingen en wordt regelmatig besproken in de (vak)pers.

## Marzee Prijs
Jaarlijks kent de galerie twee prijzen toe; in april de Marzee Prijs (een geldbedrag) aan één kunstenaar voor zijn gehele oeuvre en in augustus aan verschillende afgestudeerden die met de prijs een workshop winnen bij het Belgische Atelier Ravary. Prijswinnaars van de oeuvreprijzen waren onder anderen Dorothea Prühl (1999), Iris Bodemer (2001), Lucy Sarneel (2002) en Ruudt Peters (2005).

## Lijst van tentoonstellingen (selectie)
- 1989 - Kammen
- 1991 - Lineart
- 1993 - Amulet
- 1997 - Flessibellissimo